# Vlag van Rottum

Vlag van Rottum

De vlag van Rottum is de dorpsvlag van het Nederlandse dorp Rottum, in de Friese gemeente De Friese Meren. De vlag werd in 1992 geregistreerd.

## Beschrijving
De beschrijving van de vlag is als volgt:
Drie banen van geel, zwart en geel, in de verhouding van 3:2:3; over alles heen een rode schans-dwinger met een dikte van 1/6 vlaghoogte, uitgaande van de broek en rakende aan 11/18 vlaghoogte van de vlucht; de binnenkant van de schans-dwinger, aan de broekzijde, wit , met in het midden een groen zevenpuntige ster van 1/3 vlaghoogte.
De kleuren zijn afkomstig van het dorpswapen.

## Symboliek
- Gouden banen: verwijzen naar de zandgrond waar het dorp op gelegen is.[2]

Zwarte baan: De kleur zwart is afkomstig van het wapen van de De Groote Sint Johannesgasterveenpolder.
- Dwinger: in 1583 werd ten zuiden van het dorp een schans aangelegd. Deze werd echter zonder veel moeite ingenomen door Francisco Verdugo daar de grachten bevroren waren.[3] De kleur rood is afkomstig van het wapen van de De Groote Sint Johannesgasterveenpolder. Toevalligerwijs lijkt deze dwinger ook op de klokkenstoel van Rottum.[2]
- Zevenpuntige ster: verwijzing naar de ligging van het dorp in de landstreek Zevenwouden. Het groen en het zilver zijn ontleend aan de kleuren van het wapen van Zevenwouden.[2]